# Sinead Michael
Sinead Michael (* 20. Juli 1998 in London, England) ist eine britische Schauspielerin.

## Leben
Ihren ersten Fernsehauftritt hatte Sinead Michael im Jahr 2005 in der Fernsehserie Gerichtsmediziner Dr. Leo Dalton. Sie spielte die Tamsin. Es folgte die Darstellung der Emily in der Miniserie The Children. 2009 spielte Michael Gillian, die Tochter von Enid Blyton, im Fernsehfilm Enid. Bekannt wurde Sinead Michael insbesondere durch ihre Hauptrolle der Sky Smith in der fünften Staffel der Fernsehserie The Sarah Jane Adventures. Michaels Figur Sky war die Adoptivtochter der Titelfigur Sarah Jane Smith in der Fernsehserie. Da die Fernsehserie auf Grund des Todes von Elisabeth Sladen vorzeitig abgesetzt wurde, war sie nur in sechs Folgen als Sky zu sehen. Außerdem spielte sie Nebenrollen in Serien, wie Waking the Dead – Im Auftrag der Toten, Clash of the Titans, Doctors und Silent Witness.

## Filmografie
- 2005: Gerichtsmediziner Dr. Leo Dalton (Silent Witness, Fernsehserie, 1 Folge)
- 2008: The Children (Fernsehserie, 3 Folgen)
- 2008–2018: Doctors (Fernsehserie, 3 Folgen)
- 2009: Enid (Fernsehfilm)
- 2009: 10 Minute Tales (Fernsehserie, 1 Folge)
- 2010: Kampf der Titanen
- 2010: Ruddy Hell! It's Harry and Paul (Fernsehserie, 1 Folge)
- 2011: Waking the Dead – Im Auftrag der Toten (Fernsehserie, 2 Folgen)
- 2011: The Sarah Jane Adventures (Fernsehserie, 6 Folgen)
- 2014: Montana – Rache hat einen neuen Namen (Montana)